# Evamaria Schneider-Esleben

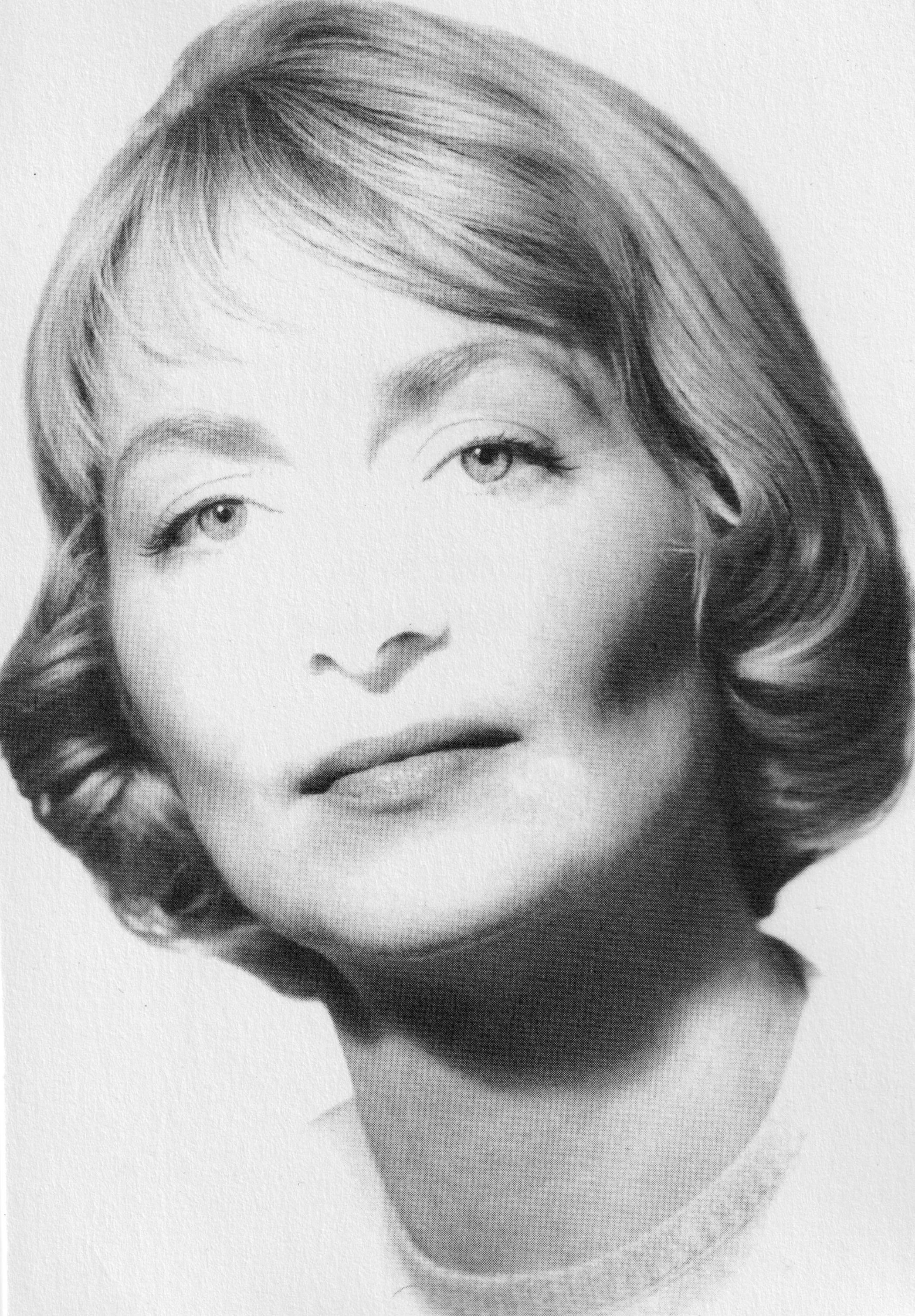
Evamaria Schneider-Esleben um 1970, Foto: Lieselotte Strelow

Evamaria Schneider-Esleben (gebürtig Meyerhof van Diemen, geboren am 6. Januar 1922 in Berlin; gestorben am 30. April 2007 in Düsseldorf) war eine deutschsprachige Dichterin.

## Leben
Evamaria (auch Eva Maria) Schneider-Esleben, geboren als Evamaria Meyerhof, war Tochter des jüdischen Textilkaufmanns Justus Meyerhof und seiner Ehefrau, der Sängerin und Schauspielerin Ursula van Diemen. 1924 kam Evamarias Schwester Irene Meyerhof zur Welt, die 1954 mit ihrem Mann, dem ungarisch-jüdischen Mediziner und Enzym-Forscher Ervin G. Erdoes in die USA auswanderte. Irene Meyerhof-Erdoes starb 2011 in Oklahoma.
Die Eltern Justus Meyerhof und Ursula van Diemen waren in der Zwischenkriegszeit bekannte Mitglieder der Berliner Gesellschaft. Nach deren Scheidung 1927 nahmen auch die Töchter als Familiennamen van Diemen an, den Künstlernamen ihrer Mutter.
Von 1932 bis zum März 1938 besuchte Evamaria van Diemen das Westend-Lyceum (heute Herder-Gymnasium) in der Berliner Preußenallee. Zwischenzeitlich hatte sie von Februar bis Oktober 1934 das Töchter-Internat „Chalet Flora“ in Gstaad besucht.
Nach der Verfolgung und Entrechtung von Justus Meyerhof musste Ursula van Diemen allein und unter erschwerten Bedingungen ihren sowie den Lebensunterhalt ihrer Töchter bestreiten. Sie lebte in permanenter Angst um ihre nach NS-Diktion „halbjüdischen“ Töchter. Die Entwicklung der NS-Rassenpolitik führte zu immer neuen Ausgrenzungen und Gefährdungen.
Zeitweise – wohl um 1936 – fand Ursula van Diemen mit ihren Töchtern Aufnahme bei der Architektin Marlene Moeschke-Poelzig in deren Haus in der Berliner Tannenbergallee 28. Bereits 1938 wurde die Halbinsel Höri nahe dem Schweizer Ufer des Bodensees zu einem zeitweisen Rückzugsort. Dort erlebten die heranwachsenden Töchter die lebendige und zugleich verborgene Szene der Künstler und Intellektuellen.
Im Oktober 1942 zogen Mutter und Töchter van Diemen gänzlich ins Schloss Kattenhorn bei Öhningen am Bodensee, um „unterzutauchen“ wie Evamaria van Diemen in ihrem Lebenslauf später notierte. Verschiedene Dienstverpflichtungen führten sie dort in eine Gärtnerei, in eine Lohnbuchhaltung sowie zur Heimarbeit für die Firma Schiesser.
Nach dem Krieg arbeitete sie eine Zeitlang als Übersetzerin für die französische Besatzung. Auf der Höri lernte sie im März 1946 Paul Schneider kennen. Am 14. Oktober 1946 heirateten Evamaria van Diemen und Paul Schneider-Esleben in Stuttgart, wo er 1947 sein Architekturstudium abschloss. Die Familie lebte in Kattenhorn. Evamaria nahm den Namen ihres Mannes an, den sie lange mit „Schreibarbeiten und Übersetzungen“ unterstützte. Paul Schneider-Esleben kürzte seinen Namen als PSE ab. EMSE stand für Evamaria Schneider-Esleben.
1947 kam Florian Schneider-Esleben zur Welt, der später als einer Mitbegründer der Band Kraftwerk international bekannt wurde. 1949 wurde Claudia Schneider-Esleben geboren. Die Architektin und Designerin war in Hamburg Mitbegründerin von Möbel perdu, der Designgruppe und ersten Designgalerie in Deutschland, und pflegt heute die Erinnerung an Vorfahren und Geschwister. Katharina, 1955 geboren und später Grafikerin, beendete am 26. Dezember 2002 ihr Leben.
1949 zog die Familie nach Düsseldorf um. Die attraktive Evamaria Schneider-Esleben wurde mit ihrem Mann rasch zu einer beliebten Persönlichkeit jenes Teils der Düsseldorfer Gesellschaft, die sich als modern verstand und in der Gegenwart lebte. Selbst traumatisiert, betreute Evamaria Schneider-Esleben ab 1970 zeitweise psychisch Kranke im Rahmen der Laienhilfe mit der „Aktion Robinson“ in der Psychiatrie der Rheinischen Kliniken Düsseldorf. Nach beinahe fünfzig Ehejahren ließ sich Paul Schneider-Esleben 1995 scheiden. Evamaria Schneider-Esleben starb 2007 in Düsseldorf.

## Rassistische Entrechtung und Bedrohung
Nach NS-Diktion galt Evamaria van Diemen – wie ihre Schwester – als Halbjüdin. Ende März 1938 wurde sie aus rassistischen Gründen offiziell von der Beschulung ausgeschlossen. Zuvor hatte sie die Primarreife erreicht, doch wurden ihr Abitur wie anschließendes Studium verwehrt. Ihr Wunsch, Architektur oder Modegestaltung zu studieren, blieb somit unerreichbar. Dennoch konnte sie in Berlin von April bis Oktober 1938 die privaten „Contempora Lehrateliers für neue Werkkunst“ von Fritz August Breuhaus de Groot besuchen. Anschließend, bis Ende 1938, wurde sie an den Vereinigten Staatsschulen für freie und angewandte Kunst am Steinplatz unterrichtet. Ihr Professor, der Architekt, Maler und Entwerfer Bruno Ernst Scherz (1889–1955), setzte sich für sie ein, „tat alles Mögliche, um die Weiterführung meines Studiums zu ermöglichen“ , was ihr aus rassistischen Gründen jedoch verwehrt wurde.
Parallel zu diesem Studienversuch setzte, beginnend mit der Reichspogromnacht 1938, die unmittelbare NS-Verfolgung und -Entrechtung ihres Vaters Justus Meyerhof ein. Dieser, einst aktiver Sportler und Sportfunktionär, hatte noch 1934 geholfen, Boykott-Bestrebungen gegen die Olympischen Spiele von Berlin zu entkräften. Nun wurde er inhaftiert, bedroht, isoliert, enteignet und entrechtet: Durch Inhaftierung im Konzentrationslager Sachsenhausen wurde er gezwungen, der Arisierung seines Unternehmens und dem Verkauf seiner Immobilien zuzustimmen. Der Versuch, seine Münzsammlung zu versteigern, eine der bedeutendsten Brandenburg-Preußen-Sammlungen, scheiterte. Die Gestapo raubte die Münzen und überführte sie in die Sammlung der Reichsbank.
Am 24. Dezember 1938 kam Justus Meyerhof aus KZ-Haft frei und wurde gezwungen, umgehend auszuwandern. Völlig mittellos, gelang es ihm im Exil nicht mehr, neu zu beginnen. Am 18. Februar 1944 starb er südlich von London an den Folgen eines Sturzes aus dem Fenster, den er selbst herbeigeführt hatte.

## Trauma und literarische Bearbeitung
Diese Ereignisse wirkten traumatisierend auf Evamaria van Diemen. Ihre gesamte Jugend war geprägt durch die Verfolgung des geliebten Vaters sowie durch die zwangsweise Trennung von ihm. Um ihre Kinder zu schützen, griff ihre Mutter Ursula van Diemen massiv in deren Identität und Lebensplanung ein. Sie ließ Irenes Nase operieren, um jede Familienähnlichkeit mit dem Vater auszulöschen, auch die Vaterschaft beider Töchter ließ sie aberkennen. Name und Existenz des Vaters durften nicht erwähnt, mit dem Abwesenden durfte nicht mehr kommuniziert werden. Das Schreiben bot Evamaria van Diemen einen Ausweg. 

„In ihren Gedichten bannt sie eigene Ängste, indem sie ihr Leben in Beziehung setzt zur Naturschönheit der Bodenseelandschaft.“

Evamaria van Diemen erlernte in einem Heim der Mathilde-Zimmer-Stiftung in Gernrode im Harz 1939 Hauswirtschaftslehre. Die evangelische Einrichtung rühmte sich in Anzeigen „der Erziehung zur deutschen Hausfrau und Mutter“, versprach „praktische Lebensschulung“ und die Vermittlung „allgemeiner Grundlagen für die eigentlichen Frauenberufe“, ein „Pflichtjahr“ in einem Berliner Juristenhaushalt folgte.
Doch auch Steno- und Schreibmaschine erlernte Evamaria van Diemen während der NS-Zeit. Von 1940 bis 1942 absolvierte sie an der Rackow-Schule in Berlin einen Dolmetscherkurs, den sie als Französisch-Fremdsprachenkorrespondentin abschließen konnte. Von Mai bis Oktober 1942 studierte sie an der Grafikklasse Privatschule Kunst und Werk, der früheren Schule Reimann in Berlin. Rassische Verfolgungsmaßnahmen unterbanden erneut die Fortsetzung des Studiums.

## Werk
In eigenen Texten begann Evamaria van Diemen die tabuisierte Trennung vom Vater sowie ihre eigene Situation zwischen Bedrohung und Verfolgung zu verarbeiten. Bereits als 14-Jährige schrieb sie Gedichte. Ihr 1938 entstandenes Märchen kann auf die erlebte Grenzsituation am Bodensee bezogen werden.
1947 nahm Evamaria van Diemen mit ihrem Gedicht „Nachtlied“ am Lyrikwettbewerb der Literaturzeitschrift „Die Erzählung“ teil, die von Ludwig Emanuel Reindl herausgegeben wurde und 1947 bis 1950 im [Südverlag] Konstanz erschien. Das Gedicht hatte sie 1941 in Berlin verfasst. Da mehr als 6000 Gedichte eingereicht wurden, verzögerte sich die Veröffentlichung des Wettbewerbs-Resultats. Der Jury gehörten Friedrich Bischoff, Georg Britting, Manfred Hausmann, Marie Luise Kaschnitz, Reindl sowie Friedrich Schnack an.
Zwar erhielt das „Nachtlied“ keine der Auszeichnungen, dennoch wurde es mit zehn anderen Gedichten in der Dezember-Ausgabe der Zeitschrift veröffentlicht.
1951 erschien in einem Sammelband ihr „Märchen von der verzauberten Prinzessin“, das sie 1938 im Alter von 16 Jahren geschrieben hatte. In einer populären Anthologie „Märchen der Welt – von Zwergen und Kobolden“ wurde es 2003 nochmals abgedruckt.
Zusammenstellungen ihrer Gedichte erschienen 1998 und 1999 im Düsseldorfer Grupello-Verlag. Die jüngsten Verse im 1999 erschienenen Band datieren aus dem Jahr 1967.
Im Nachwort, verfasst von Verleger Bruno Kehrein (1951–2019), heißt es: „Evamaria Schneider-Eslebens Gedichte entstanden an einem Ort, der keinen nachhaltigen Schutz vor der großen Gefahr bieten konnte, in der sich die ‚Ausgestoßenen‘ befanden, der ihnen jedoch ein Innehalten ermöglichte.“ Und weiter charakterisiert er die Autorin:

„Ihr unangestrengter, ruhiger Sprachduktus demonstriert nachhaltig die Überlegenheit der geistigen Welt in einer barbarischen Zeit“

Verleger Kehrein hatte sie Ende der 1990er Jahre ermuntert, Sammlungen ihrer Gedichte zu veröffentlichen.

## Wirkung
Wie viele Frauen ihrer Generation konnte Evamaria Schneider-Esleben nur in kurzen Phasen ihres Lebens eigenen Plänen nachgehen. Sprachbegabt arbeitete sie als Übersetzerin für das Büro ihres Mannes. Auch durch repräsentative Aufgaben trug sie zu dessen beruflichem Erfolg maßgeblich bei: Sie veranstaltete Hauskonzerte, stellte ihre Kochkünste in seine Dienste, nicht nur für die Familie, sondern auch für Auftraggeber und Firmenvorstände. Sie pflegte eine mondäne Eleganz, nahm am kulturellen und gesellschaftlichen Leben teil und begleitete ihn auf vielen Reisen. Rund 30 der Schmuckstücke, die der Architekt entwarf und vom bekannten Goldschmied Friedrich Becker ausschließlich für ihn gefertigt wurden, widmete er Evamaria Schneider-Esleben.
Sie beeinflusste durch ihre Sensibilität und Kultiviertheit – trotz ihrer häufigen psychischen Krisen – auch das Leben und Werk ihrer Kinder, insbesondere von Florian Schneider und von Claudia Schneider-Esleben. Florian sah ihrem Vater sehr ähnlich, was zu einer besonderen Bindung von Mutter und Sohn führte. Während Paul Schneider-Esleben am liebsten alle seine Kinder zu Architekten machen wollte, förderte Evamaria Schneider-Esleben auch andere musische Talente.
Markus Hesselmann veröffentlichte im Tagesspiegel einen Artikel in Erinnerung an die Familie Meyerhof van Diemen -Schneider-Esleben.

## Zu Lebzeiten erschienen
- Eva van Diemen: Nachtgedicht, in: Die Erzählung, Heft 12/1947, S. 17
- Evamaria van Diemen: Märchen von der verzauberten Prinzessin, in: Märchen deutscher Dichter der Gegenwart. Hrsg.: Hanns Arens. Bechtle, Esslingen 1951, mit Zeichnungen von Fritz Fischer, S. 178–181.
- Eva van Diemen. Wären Worte nicht. Gedichte, Grupello Verlag, Düsseldorf, 1998, ISBN 3-928234-96-X
- Evamaria Schneider-Esleben. Ein fremder Garten. Gedichte, Grupello Verlag, Düsseldorf, 1999, ISBN 3-933749-24-7